# Хольтерман, Карл
Карл Хольтерман (нем. Carl Holtermann; 1866—1923) — норвежский и немецкий миколог и фитопатолог.

## Биография
Карл Хольтерман родился 23 января 1866 года в деревне Сольворн в Норвегии. Учился в Германии, в 1893 году Боннский университет присвоил Хольтерману степень доктора философии. В 1895—1896 Карл путешествовал по Юго-Восточной Азии, посетил Цейлон (ныне Шри-Ланка), Борнео, Сингапур и Яву. С июля 1895 по май 1896 Хольтерман жил на острове Ява, работал в Иностранной лаборатории в Бейтензорге (ныне Богор), где изучал микологию и фитопатологию. В 1897 году Хольтерман стал доцентом в Берлинском университете. В 1902 году он стал профессором Берлинского университета. Карл Хольтерман умер в Берлине в 1923 году.

## Грибы, названные в честь К. Хольтермана
- Holtermannia Sacc. & Traverso, 1910
- Favolaschia holtermannii Henn., 1899
- Polystictus holtermannii Sacc. & Syd., 1898